# Бренак
Бренак (фр. Brenac) насеље је и општина у јужној Француској у региону Лангдок-Русијон, у департману Од која припада префектури Лиму.
По подацима из 2011. године у општини је живело 207 становника, а густина насељености је износила 15,15 становника/km². Општина се простире на површини од 13,66 km². Налази се на средњој надморској висини од 410 метара (максималној 820 m, а минималној 311 m).

## Демографија
| 1962. | 1968. | 1975. | 1982. | 1990. | 1999. | 2011. |
| ----- | ----- | ----- | ----- | ----- | ----- | ----- |
| 197   | 205   | 200   | 204   | 213   | 203   | 207   |

График промене броја становника у току последњих година